# Дінсдорф-Радлов
Дінсдорф-Радлов (нім. Diensdorf-Radlow) — громада в Німеччині, розташована в землі Бранденбург. Входить до складу району Одер-Шпре. Складова частина об'єднання громад Шармютцельзе.
Площа — 9,34 км2. Населення становить 604 ос. (станом на 31 грудня 2020).

## Галерея

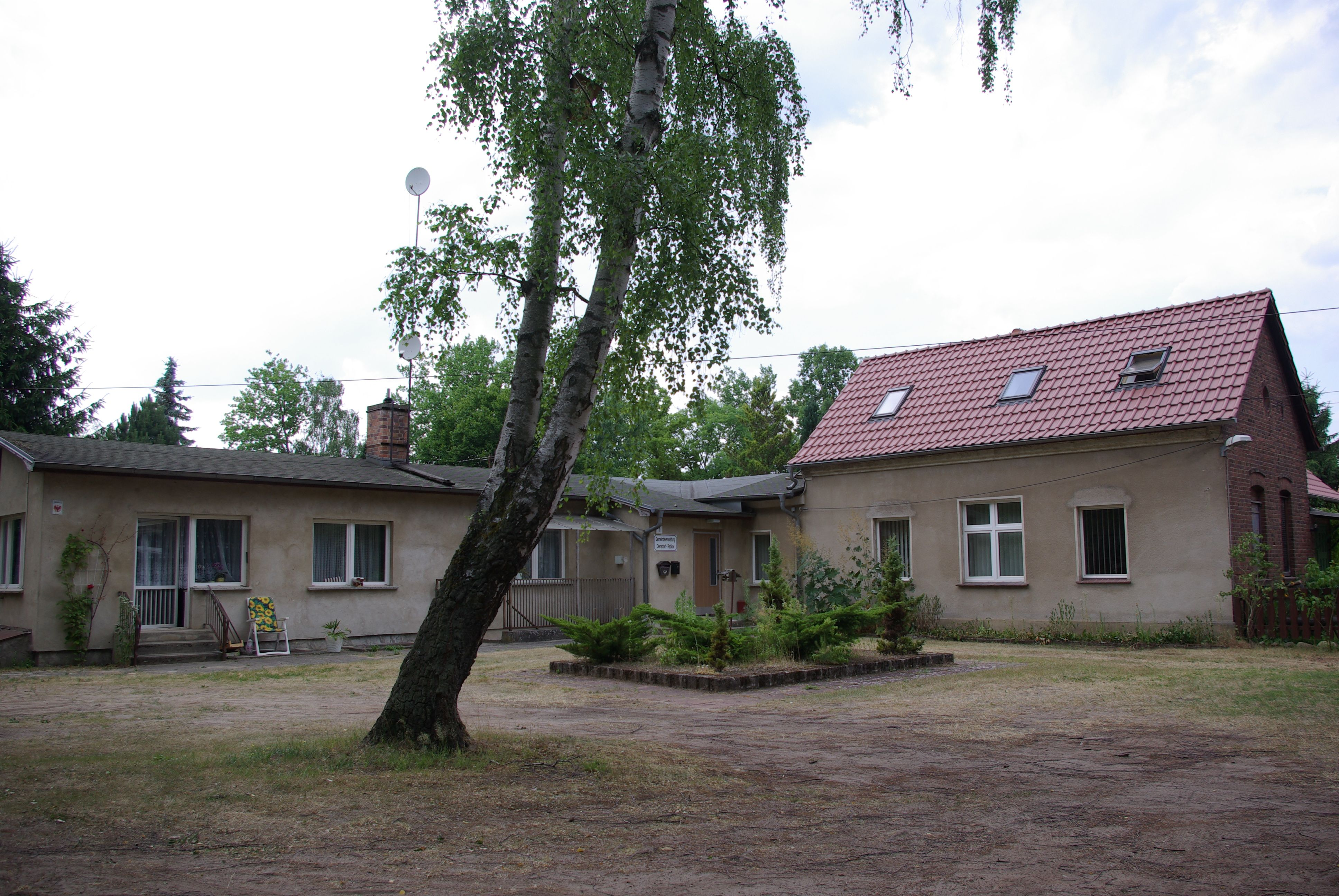